# Campeonato de España de Ciclismo en Ruta 1983
El LXXXII Campeonato de España de Ciclismo en Ruta se disputó en Avilés (Asturias) el 26 de junio de 1983 sobre 215 kilómetros de recorrido. Pese a que había 64 preinscritos, participaron 56 corredores de los que solamente 35 terminaron el recorrido.
Tras más de cinco horas de carrera, Carlos Hernández se impuso en solitario y con un minuto de margen al grupo comandado por Alfonso Gutiérrez, plata, y Antonio Coll, bronce; consiguiendo así su primer maillot rojigualda. Posteriormente conseguiría otro en el Campeonato de España de 1989.

## Clasificación
| \| 1. \| \| Carlos Hernández \| Reynolds \| 5h 44' 40" \| \| 2. \| \| Alfonso Gutiérrez \| Teka \| a 1' 00" \| \| 3. \| \| Antonio Coll \| Teka \| m.t. \| \| 4. \| \| José Luis Laguía \| Reynolds \| m.t. \| \| 5. \| \| Fede Etxabe \| Teka \| m.t. \| \| 6. \| \| Jesús Blanco Villar \| Teka \| m.t. \| \| 7.[1] \| \| Enrique Aja \| Reynolds \| m.t. \| \| 7.[1] \| \| Pedro Delgado \| Reynolds \| m.t. \| \| 7.[1] \| \| Julián Gorospe \| Reynolds \| m.t. \| \| 7.[1] \| \| Celestino Prieto \| Reynolds \| m.t. \| \| 7.[1] \| \| Sabino Angoitia \| Hueso \| m.t. \| \| 7.[1] \| \| Miguel Ángel Iglesias \| Kelme \| m.t. \| \| 7.[1] \| \| Marino Lejarreta \| Alfa Lum \| m.t. \| |  |                       |          |            |
| 1. |  | Carlos Hernández      | Reynolds | 5h 44' 40" |
| 2. |  | Alfonso Gutiérrez     | Teka     | a 1' 00"   |
| 3. |  | Antonio Coll          | Teka     | m.t.       |
| 4. |  | José Luis Laguía      | Reynolds | m.t.       |
| 5. |  | Fede Etxabe           | Teka     | m.t.       |
| 6. |  | Jesús Blanco Villar   | Teka     | m.t.       |
| 7. |  | Enrique Aja           | Reynolds | m.t.       |
| 7. |  | Pedro Delgado         | Reynolds | m.t.       |
| 7. |  | Julián Gorospe        | Reynolds | m.t.       |
| 7. |  | Celestino Prieto      | Reynolds | m.t.       |
| 7. |  | Sabino Angoitia       | Hueso    | m.t.       |
| 7. |  | Miguel Ángel Iglesias | Kelme    | m.t.       |
| 7. |  | Marino Lejarreta      | Alfa Lum | m.t.       |